# Mortsel

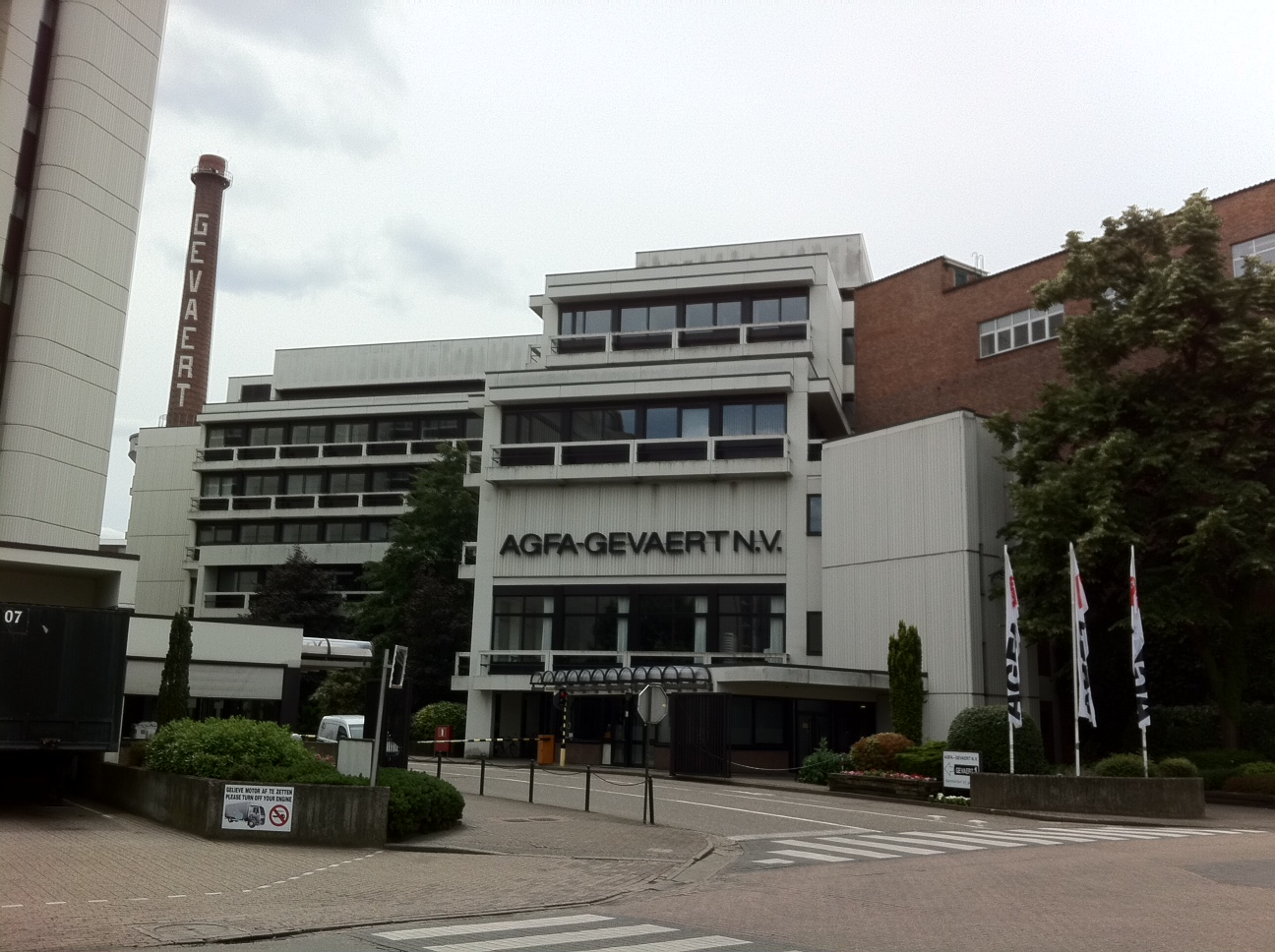
Firmengebäude der Agfa-Gevaert in Mortsel

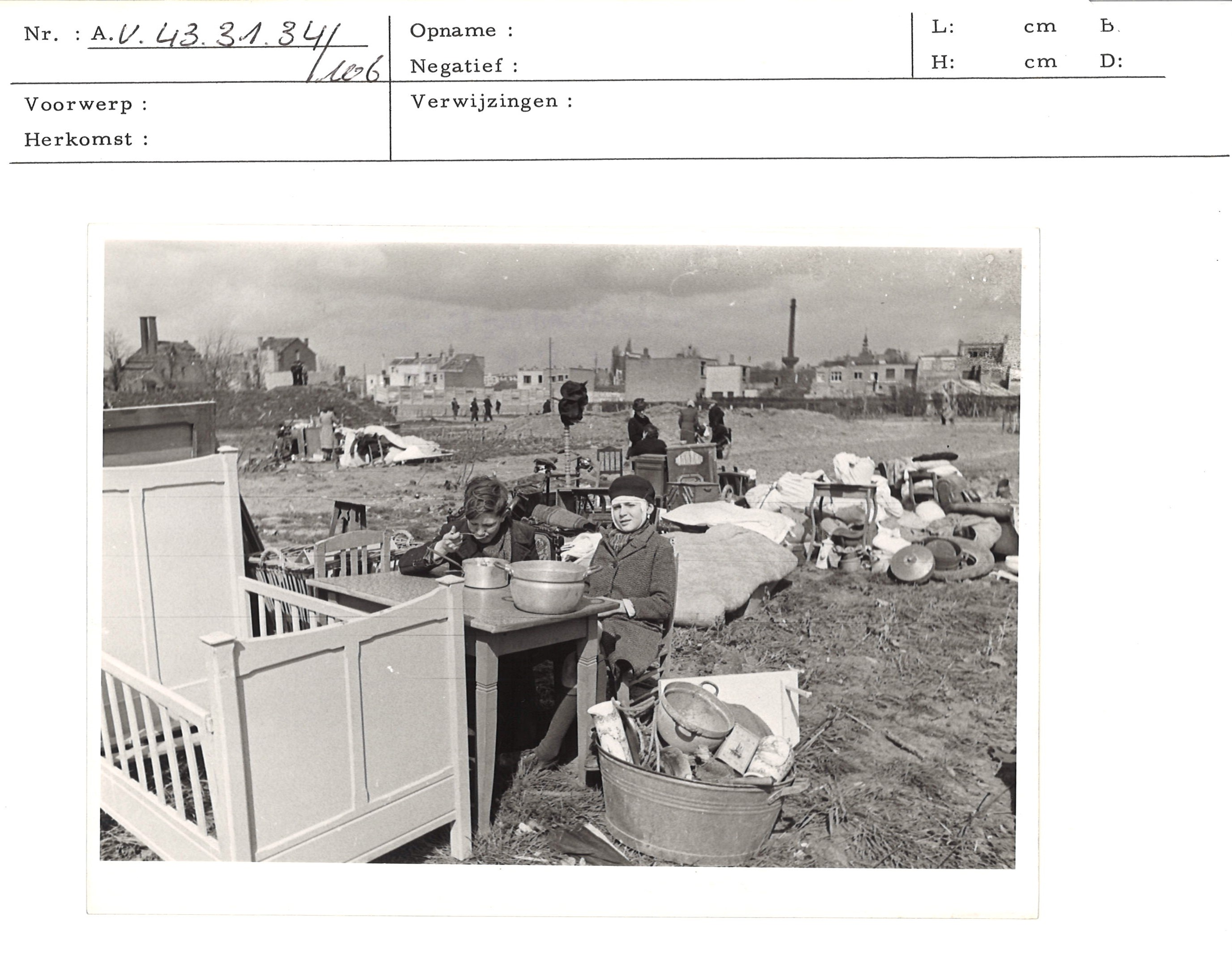
Ausgebombte nach dem fehlgeleiteten Luftangriff von 1943

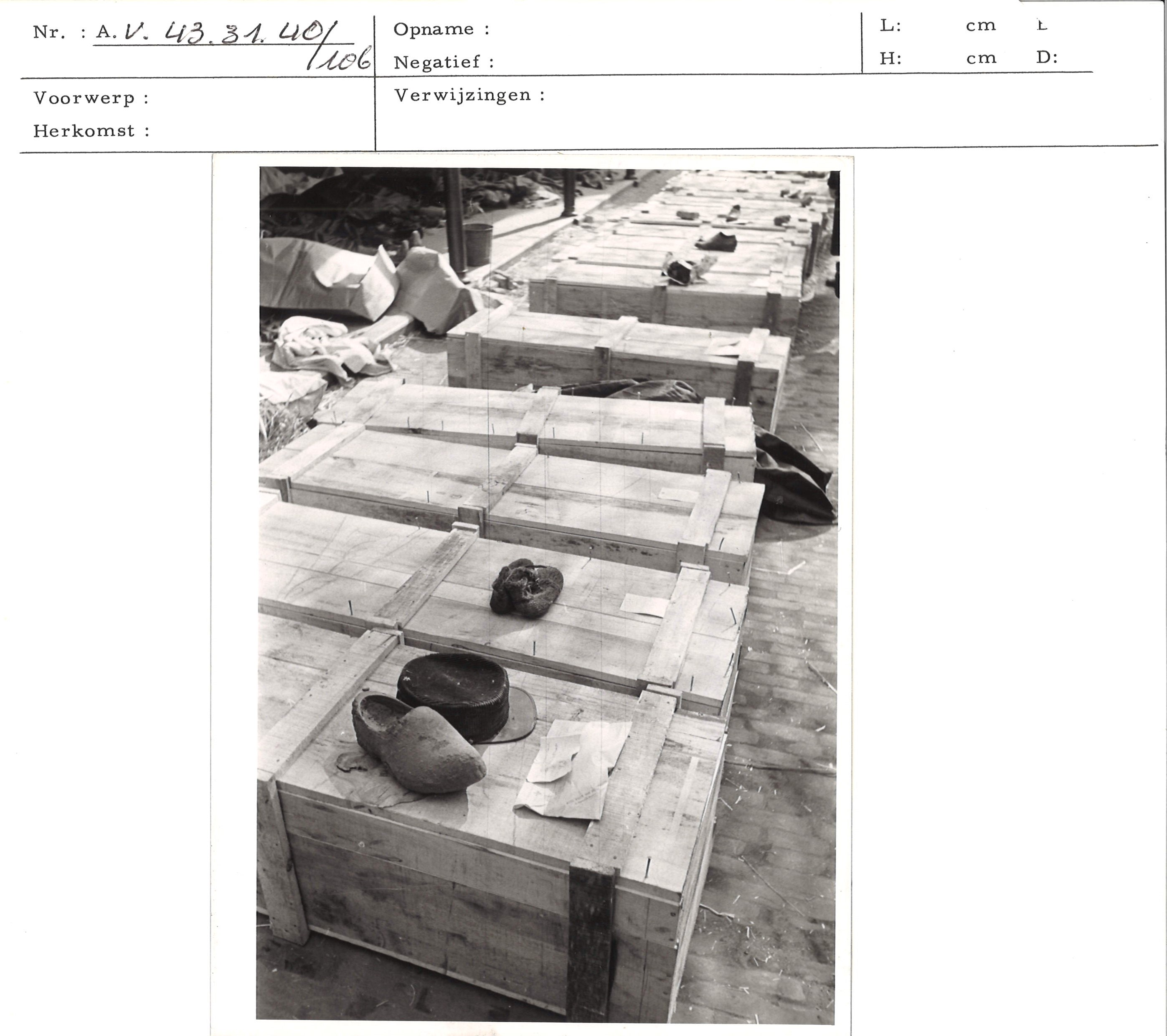
Notsärge der Bombenopfer vom 5. April 1943

Mortsel ist eine belgische Stadt in der Region Flandern mit 26.588 Einwohnern (Stand 1. Januar 2024), die sich im Großraum Antwerpen befindet.

## Lage, Infrastruktur und Industrie
Das Stadtzentrum von Antwerpen liegt etwa sechs Kilometer nordwestlich, die belgische Hauptstadt Brüssel ca. 36 Kilometer südlich.
Die nächsten Autobahnabfahrten befinden sich bei Slijkhoek an der A1/E 19, Wommelgem an der A13/E 34 und am südlichen Antwerpener Autobahnring.
Mortsel besitzt einen Regionalbahnhof an der Bahnlinie Brüssel-Mechelen-Mortsel-Antwerpen. In Antwerpen halten auch überregionale Schnellzüge.
Der nur wenige Kilometer entfernte Flughafen Antwerpen ist der nächste Regionalflughafen und der Flughafen Brüssel National nahe der Hauptstadt ist ein internationaler Flughafen.
In Mortsel hat die Firma Agfa-Gevaert ihren Hauptsitz.

## Minerva-Werke
Das ehemalige Automobilwerk Minerva am Ortsrand von Mortsel wurde bereits im Ersten Weltkrieg von deutschen Truppen demontiert. In der Zeit zwischen dem Ersten und dem Zweiten Weltkrieg entstanden neue Produktionsstätten. Im Zweiten Weltkrieg wurden diese erneut von den Deutschen erobert und für die Produktion von Rüstungsgütern genutzt.
Am 5. April 1943 wurden die Minerva-Werke Ziel eines alliierten Bombenangriffs der amerikanischen und britischen Luftstreitkräfte. Grund der Angriffe war die dortige Errichtung einer Flugzeugwerkstatt, in der angeblich deutsche Flugzeuge vom Typ Messerschmidt ME 109 gewartet und Bauteile für Kriegsgerät hergestellt wurden. Jedoch verfehlten die meisten Bomben ihr Ziel und trafen stattdessen den Ortskern von Mortsel und das Minerva-Viertel. Zwischen 900 und 1000 Zivilisten kamen dabei ums Leben. Das Minerva-Viertel, ein Arbeiterviertel in unmittelbarer Nähe zu den Werkshallen und der zum historischen Antwerpener Verteidigungsring gehörenden Wehranlage Fort 5, wurde besonders in Mitleidenschaft gezogen.
Der Luftangriff auf Mortsel gilt als das schwerste Bombardement des Zweiten Weltkriegs auf dem Gebiet der Benelux-Länder und forderte mehr Menschenleben als die Bombardierung von Rotterdam.
In den Jahren 1952 und 1953 wurde in den neu aufgebauten Minerva-Werken die Produktion wieder aufgenommen. Die Fertigung der früher hergestellten Luxusautos wurde allerdings auf Allrad-Fahrzeuge des britischen Autobauers Land Rover umgestellt, die in Lizenz gebaut und an die belgische Armee und die Gendarmerie sowie an sonstige staatliche Behörden ausgeliefert wurden. Die letzten Fahrzeuge der Automarke Minerva wurden im Juni 1956 produziert.

## Zerstörungen im Stadtgebiet (1943)

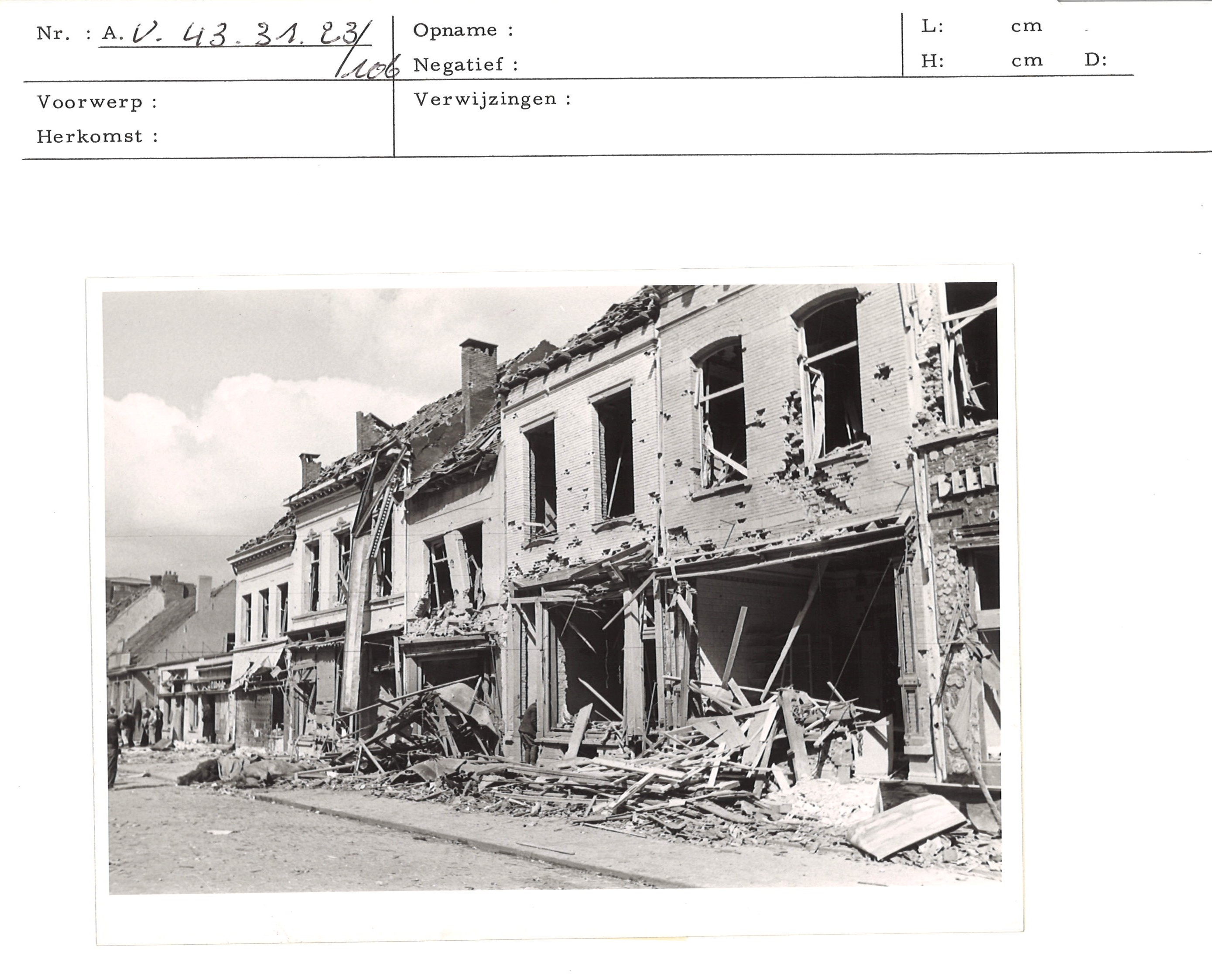
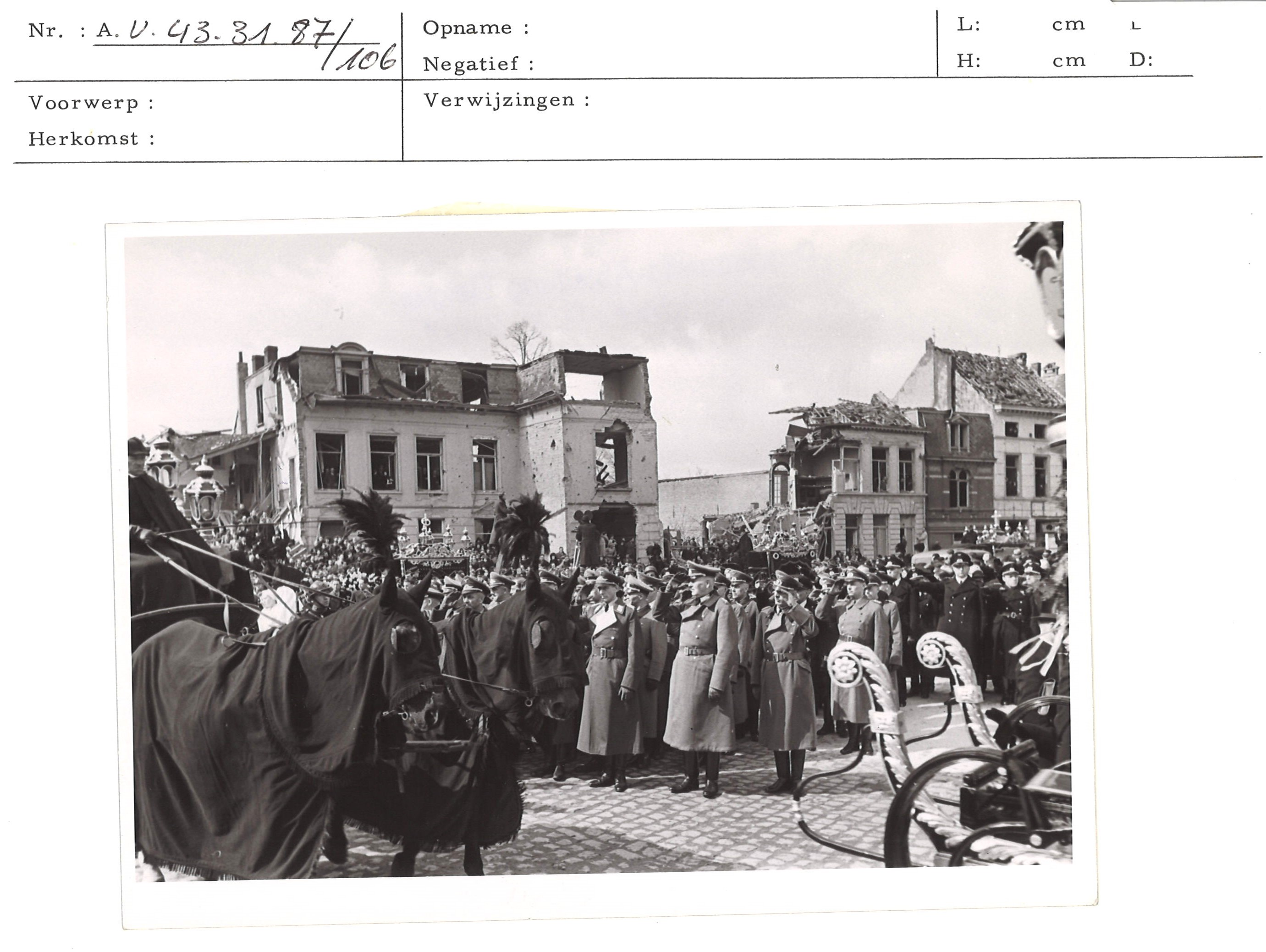
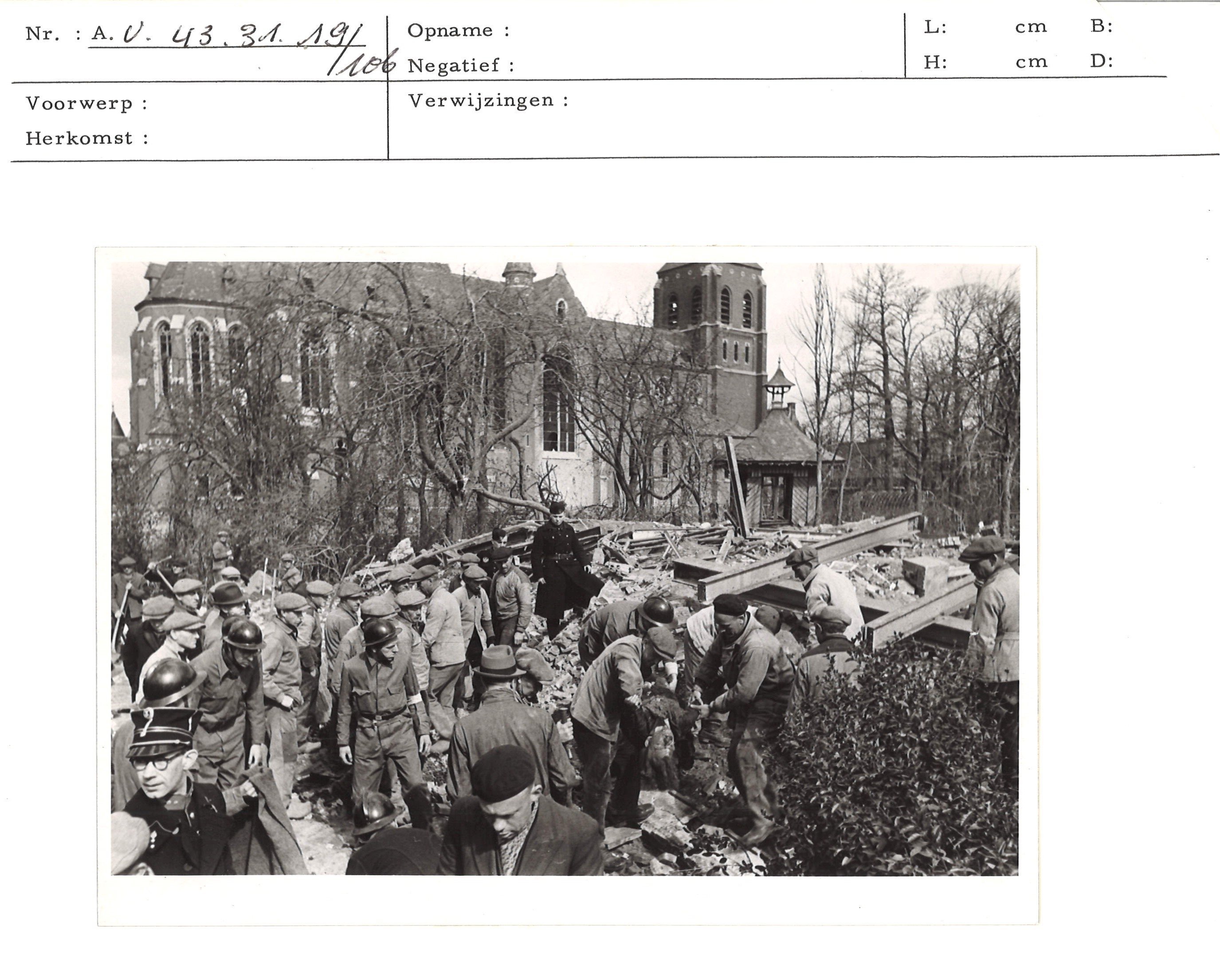
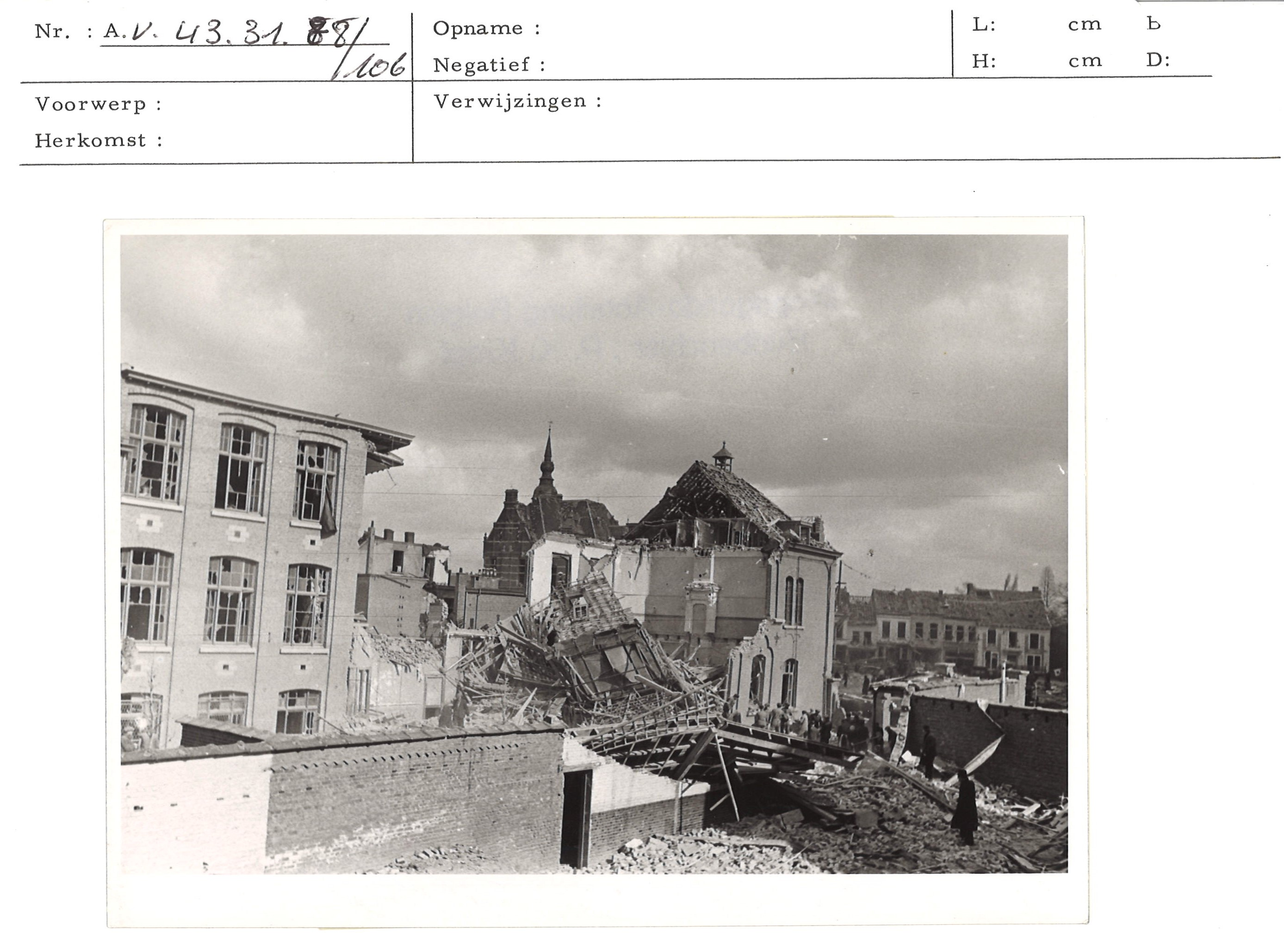
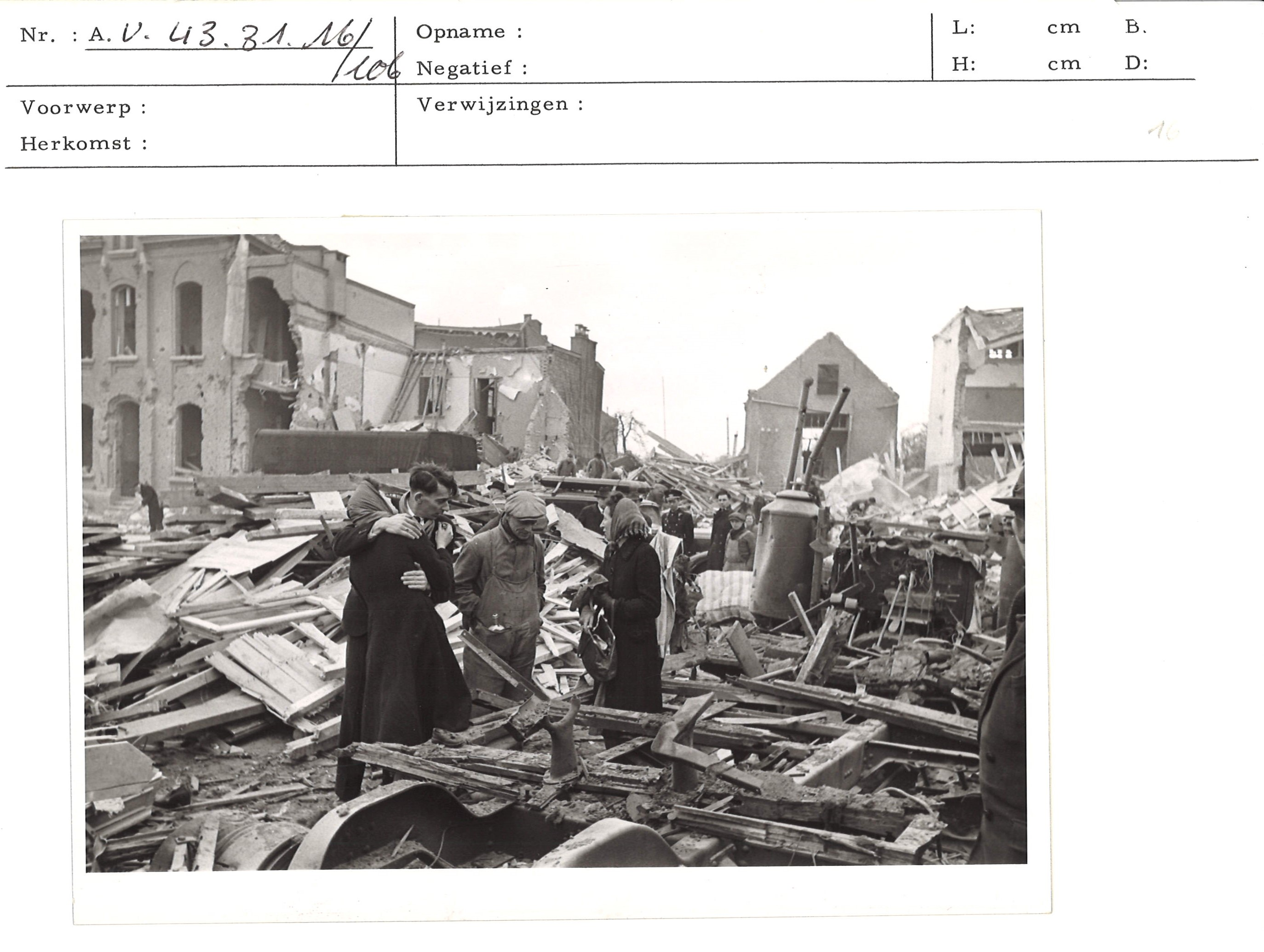
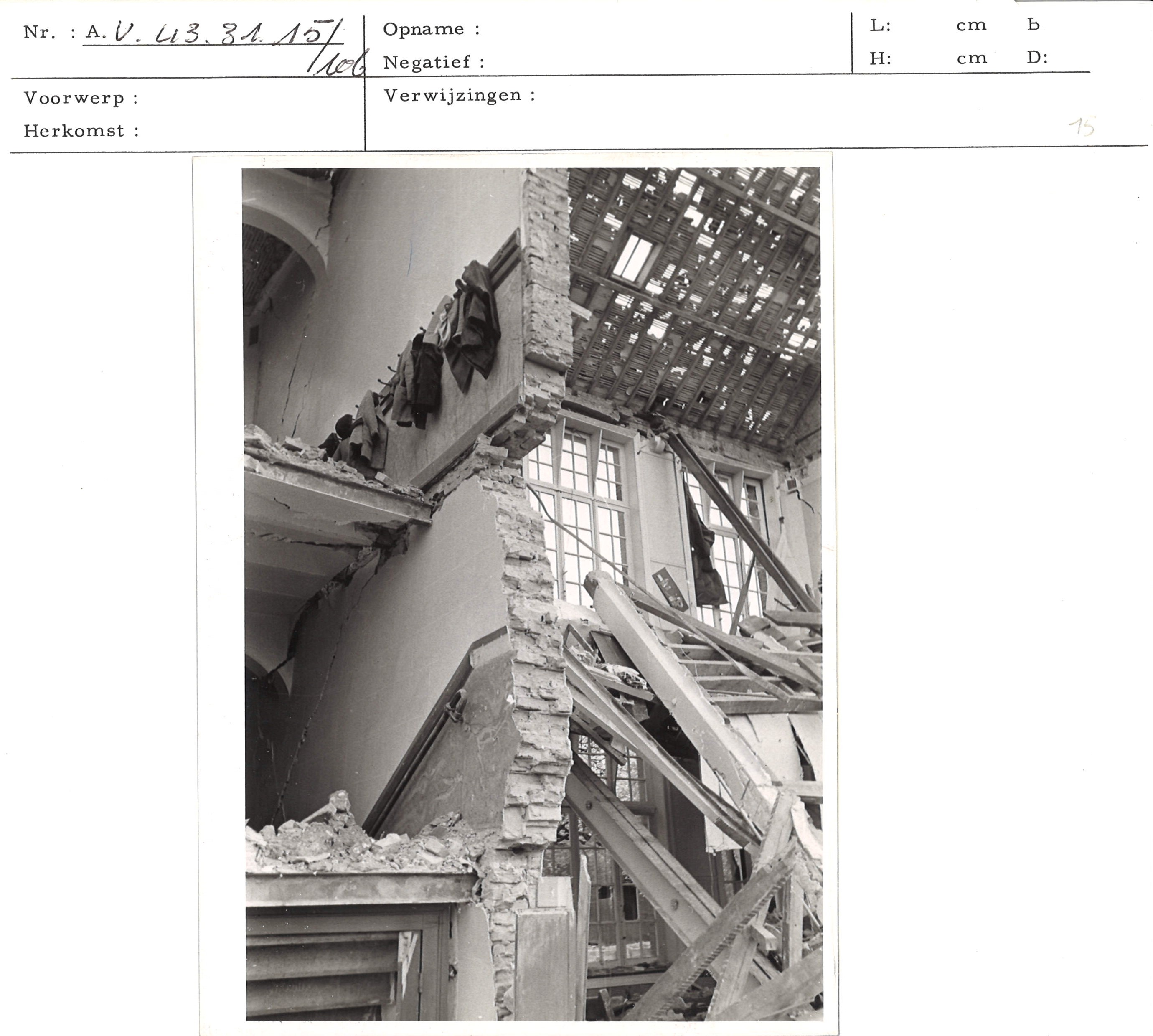
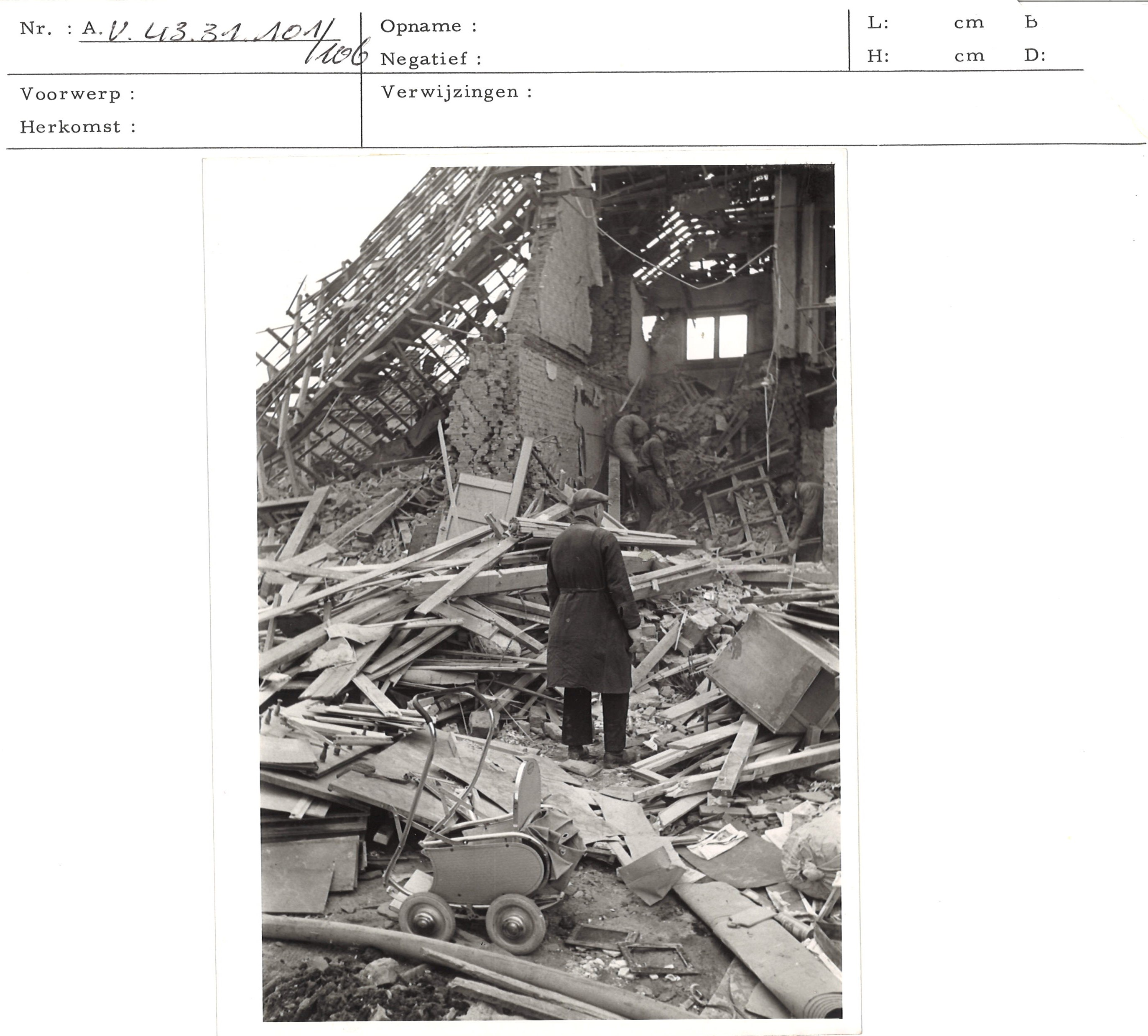
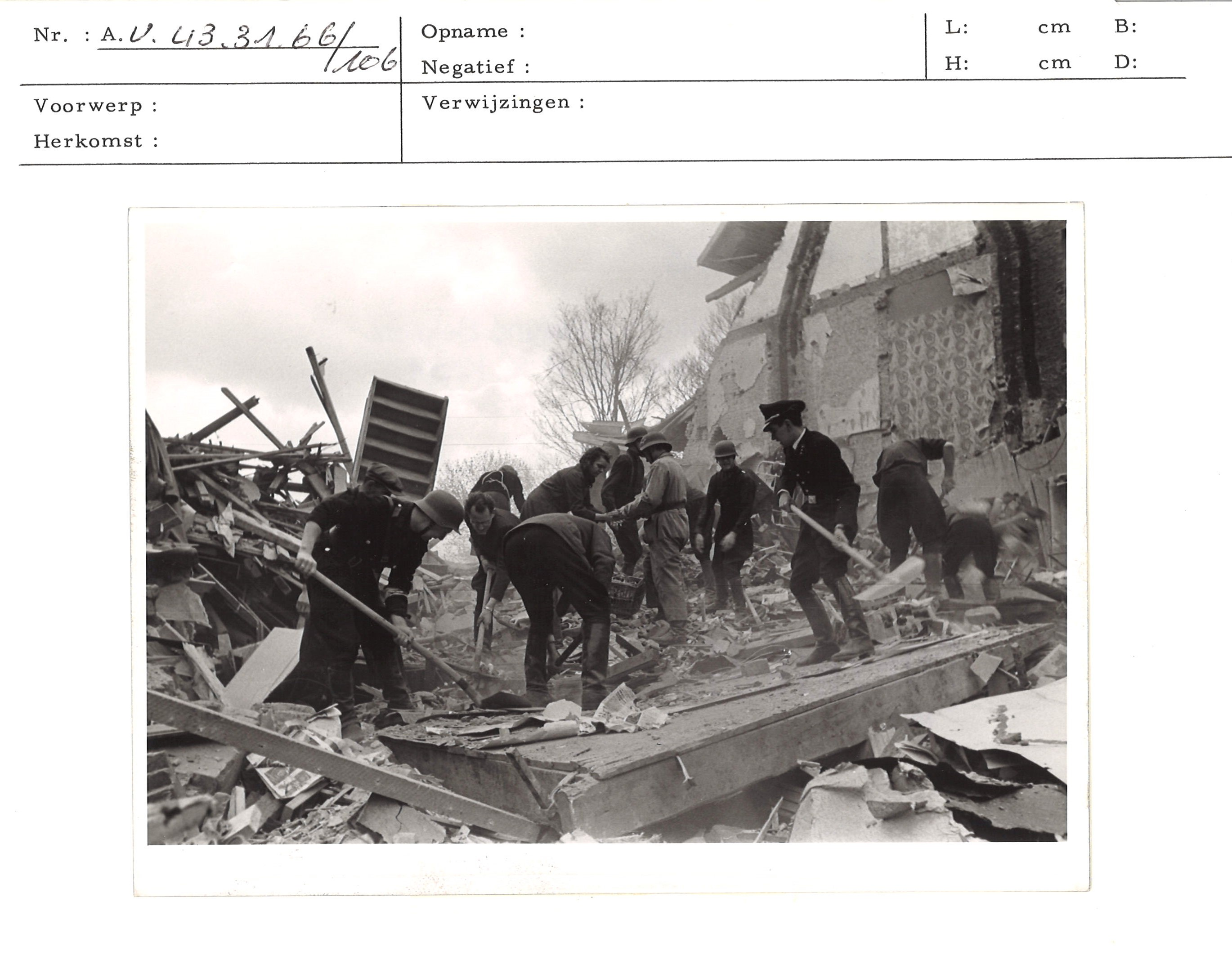
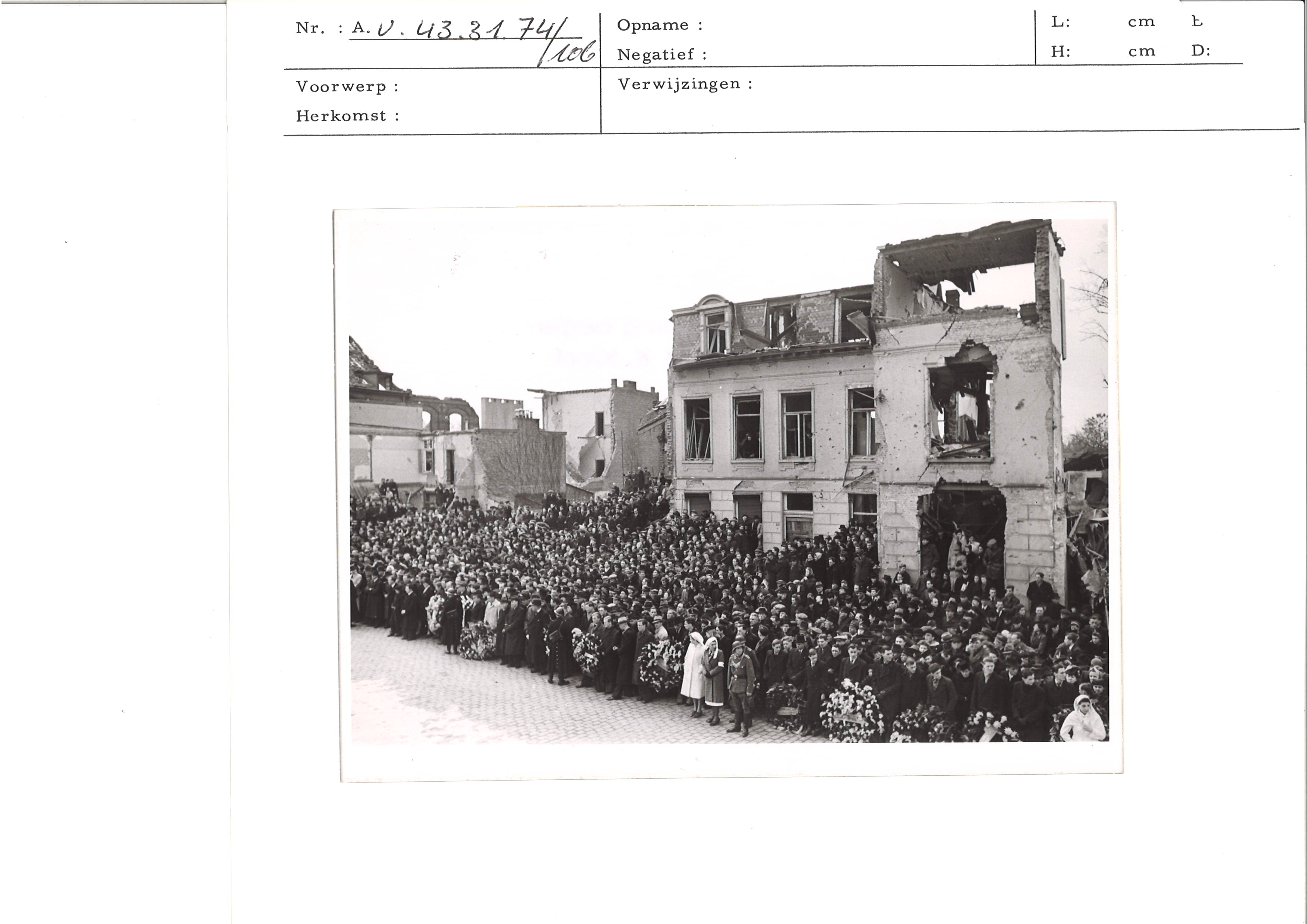
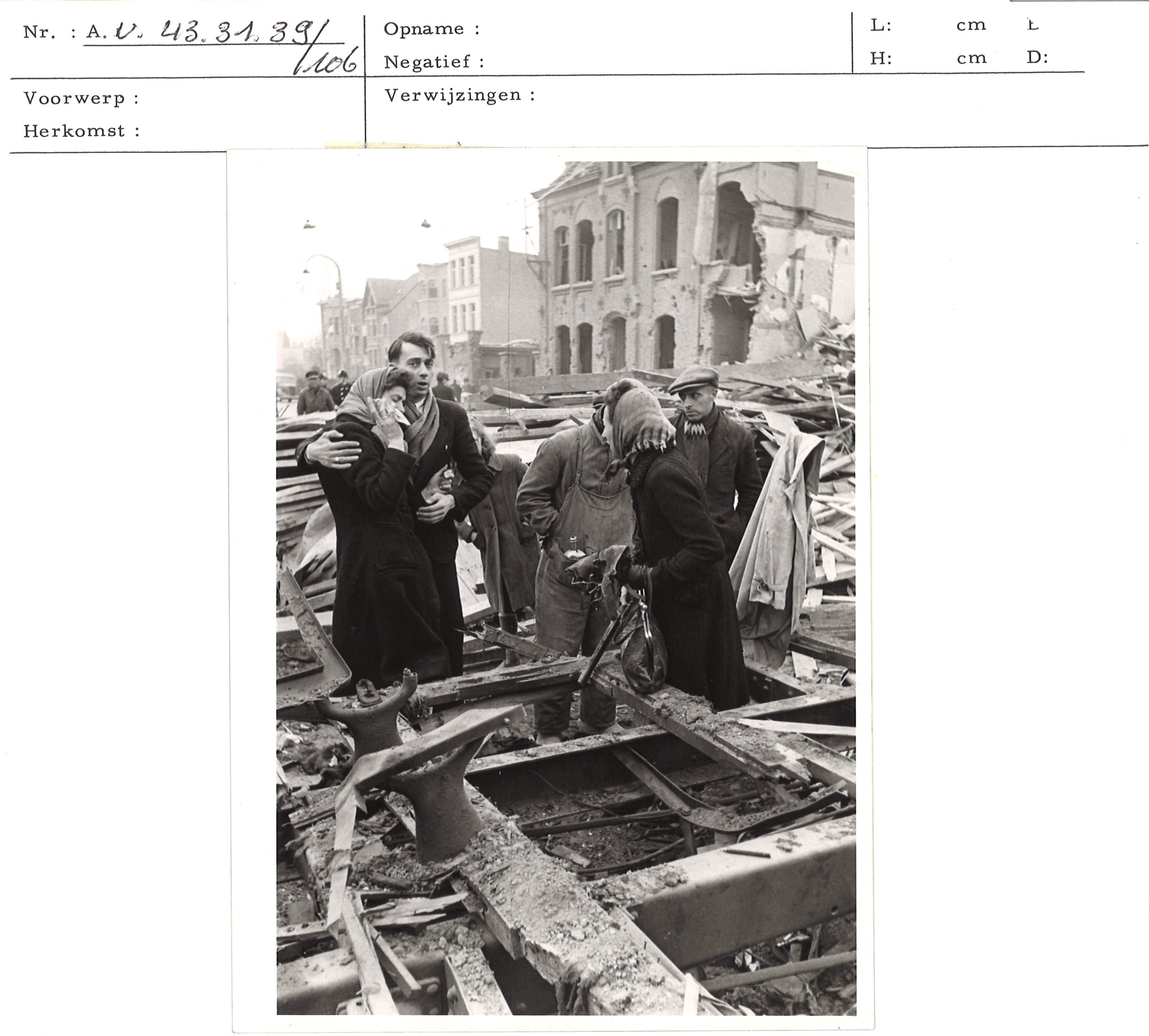
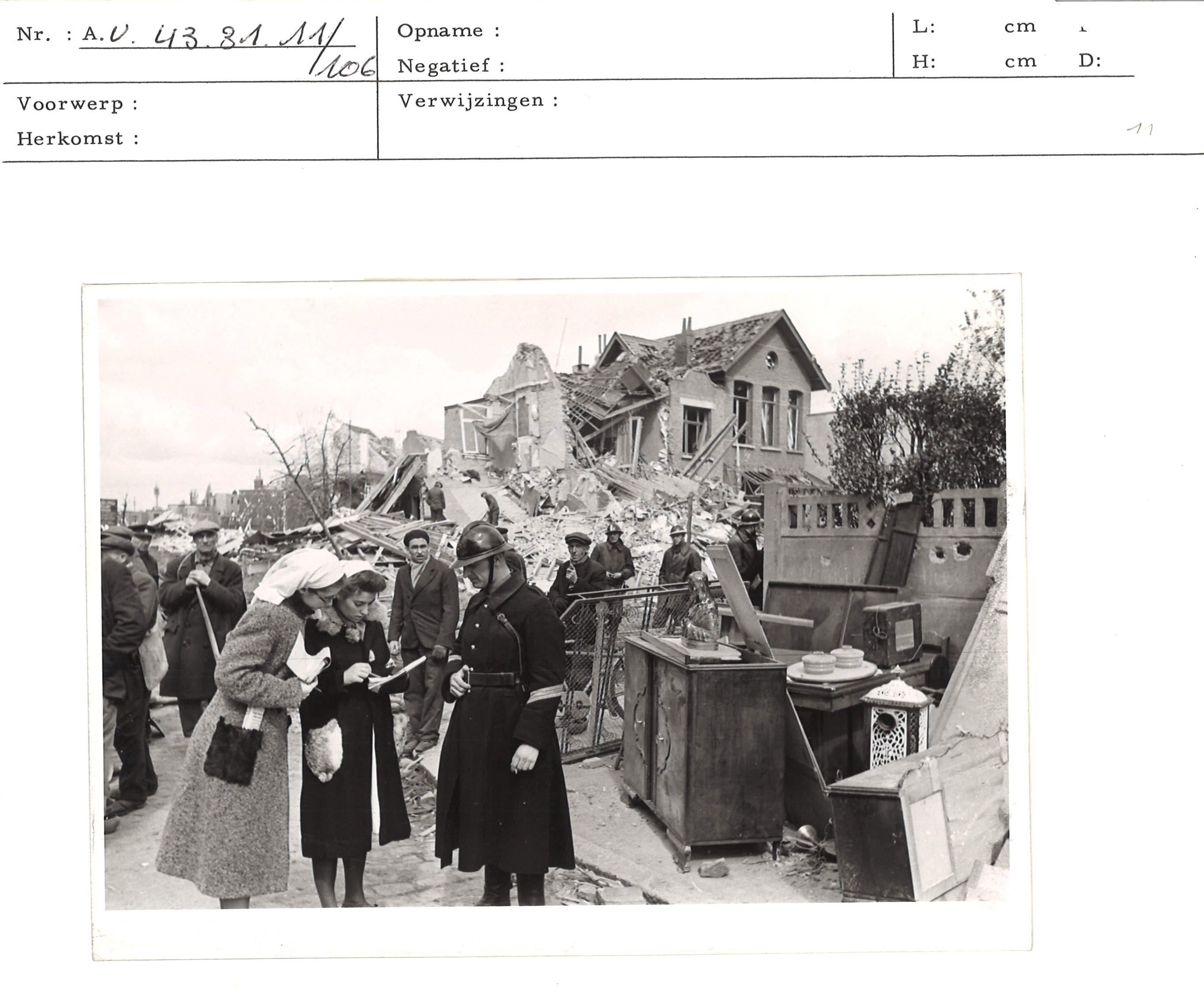
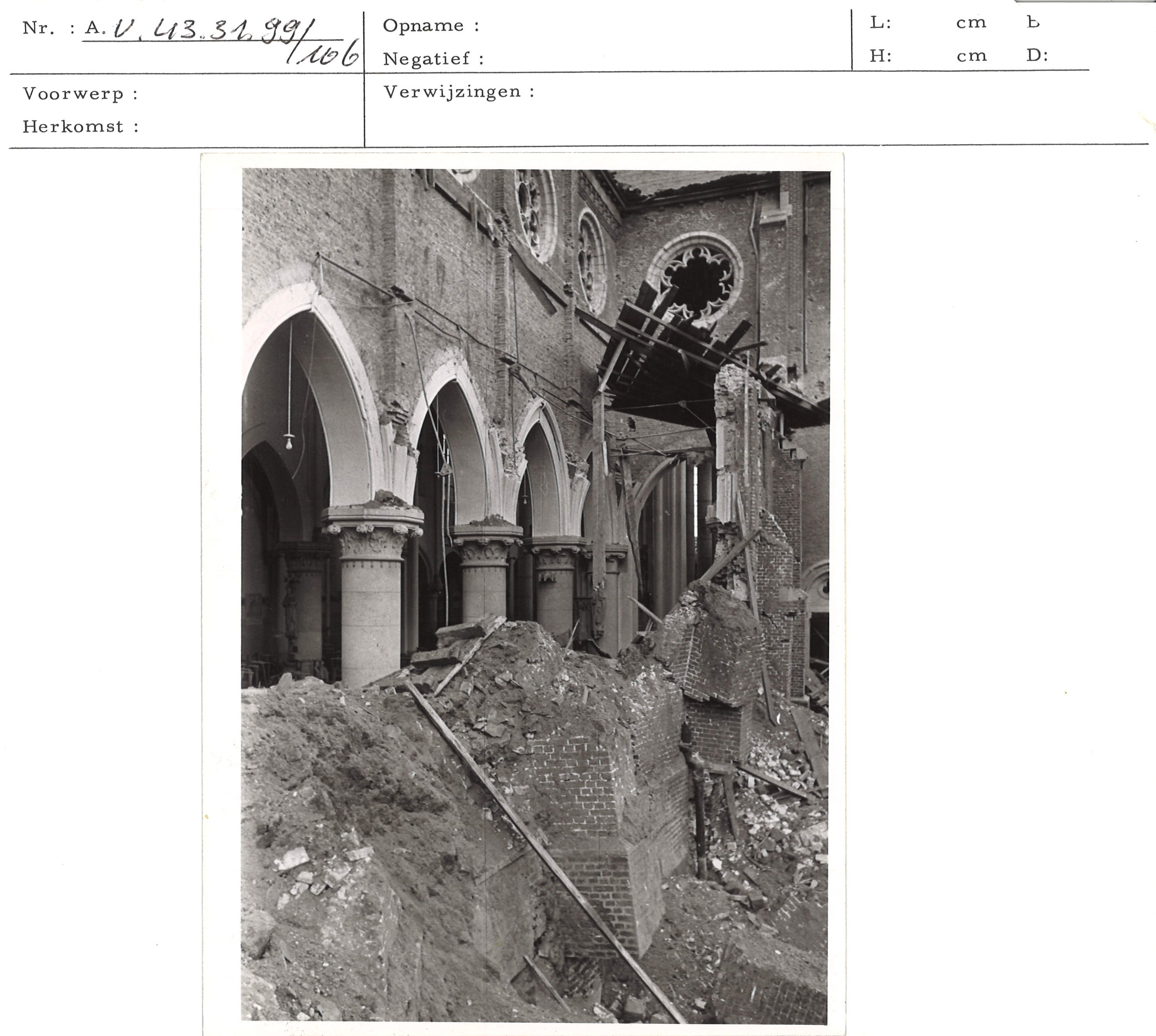

## Persönlichkeiten

### Söhne und Töchter der Stadt
- Henri Lemaître (1921–2003), Jesuit und Apostolischer Nuntius
- Ivo Michiels (1923–2012), Schriftsteller
- Eric Walter Elst (1936–2022), Astronom
- Linda Van Tulden (* 1952), Filmproduzentin
- Gery Verlinden (* 1954), Radrennfahrer
- Koen Lenaerts (* 1954), Rechtswissenschaftler, Richter am EuGH
- Luc Tuymans (* 1958), Maler
- Bart De Wever (* 1970), Politiker
- Eva Van der Gucht (* 1977), Schauspielerin
- Werner Scheltjens (* 1978), Historiker
- Tim Mielants (* 1979), Filmregisseur und Drehbuchautor
- Matthias Casse (* 1997), Judoka
- Pieter-Jan Hannes (* 1992), Leichtathlet
- Dystinct (* 1998), R&B-Sänger und Rapper
- Anuna De Wever Van der Heyden (* 2001), Klimaaktivistin
- Daniel Dardha (* 2005), Schachspieler

### Personen, die in der Stadt gewirkt haben
- Peter Cabus (1923–2000) war Lehrer an der Musikakademie Mortsel.